# Hegesianax
Hegesianax (altgriechisch Ἡγησιάναξ) war ein antiker griechischer Diplomat an der Wende vom 3. zum 2. Jahrhundert v. Chr., der sich auch schriftstellerisch als Historiker, Dichter und Grammatiker betätigte. Von seinen Werken blieben nur wenige Fragmente erhalten.

## Leben
Hegesianax stammte aus Alexandria in der Troas und war Sohn des Diogenes. Als er dem seleukidischen König Antiochos III. seine Gedichte vortrug und schenkte, erlangte er dessen Gunst und wurde dessen „Freund“ (Philos), wie Demetrios von Skepsis in einem erhaltenen Fragment berichtet. In der Folge beauftragte ihn der König mehrmals mit diplomatischen Missionen. Zunächst begab er sich 196 v. Chr. gemeinsam mit Lysias nach Korinth und traf dort bei der Isthmien-Feier mit dem ehemaligen römischen Konsul Titus Quinctius Flamininus zusammen. Danach reiste er mit Lysias wieder an den Hof des Seleukidenkönigs in Lysimacheia. Drei Jahre später, 193 v. Chr., als sich die römisch-seleukidischen Beziehungen verschlechterten, begab sich Hegesianax als Antiochos’ Gesandter nach Rom, wobei er dieses Mal Menippos zum Begleiter hatte. Beide verhandelten mit einem vom Senat ernannten Gremium, das aus zehn Kommissaren bestand und von Titus Quinctius Flamininus geleitet wurde. Die Gespräche führten aber zu keiner Verständigung. Wahrscheinlich kam Hegesianax im Verlauf dieser zweiten diplomatischen Mission auch nach Delphi und erreichte dort seine Ernennung zum Proxenos. Über sein weiteres Leben ist nichts bekannt.

## Werk
Hegesianax beschäftigte sich auch mit der Abfassung grammatischer und dichterischer Werke. So schrieb er die Werke Über den Stil des Demokrit und Über den poetischen Stil. Außerdem verfasste er ein astronomisch-mythisches Gedicht Phainomena, aus dem Plutarch einige Verse wörtlich wiedergibt. Darüber hinaus führt Hyginus Mythographus Hegesianax drei Mal namentlich als seine Quelle für einzelne Punkte seines astronomischen Werks an. Aus diesen Fragmenten ist zu ersehen, dass Hegesianax eine ausgeprägte Vorliebe für attische Sagen hatte.
Unter dem Pseudonym Kephalon von Gergitha schrieb Hegesianax ein Werk Troika, das vermutlich den ersten Troja-Roman darstellte. Darin historisierte er die entsprechenden griechischen Mythen und malte sie aus. Auch thematisierte er hier die Frühgeschichte Roms. Dionysios von Halikarnassos zitiert für sein das gleiche Thema behandelndes historisches Werk Hegesianax’ Troika mehrmals. Demnach behauptete Hegesianax darin, dass Aeneas in Thrakien gestorben sei und sein Nachkomme Romos die Stadt Rom gegründet habe. Es scheint sehr fraglich, dass Hegesianax auch ein zeithistorisches Werk veröffentlichte.

## Ausgabe der Fragmente
- Felix Jacoby: Die Fragmente der griechischen Historiker (FGrH), Nr. 45.